# Mellembølger
 Ikke at forveksle med Mellemfrekvens (radioteknik).
 Ikke at forveksle med Mellembølgebåndet.
Mellembølger, mellemfrekvens (forkortet MB eller MF fra engelsk medium frequency forkortet) og er radiobølger i området (fra men ikke med) 300 kHz – 3 MHz, der har følgende korresponderende bølgelængdeinterval i vakuum (fra men ikke med) 1 km - 100 m. Derfor kaldes mellembølger også hektometerbølger eller hectometerbølger.
Svaret på hvorfor disse radiobølger både kaldes ved deres bølgelængde i meter og frekvens i Hertz skyldes, at radiobølger i radiofoniens barndom før 1920'erne, kalder radiobølger ved deres bølgelængde i meter. Mellem ca. 1923 til 1960 anbefales det at angive radiobølgers frekvens i cycles-per-second (cps). Fra 1960 angives frekvens i Hertz.
Mellembølger omfatter mellembølgebåndet og noget af kortbølgebåndet.